# Kansas City (Kansas)
Kansas City, Kansas (abreviado como KCK) es la tercera ciudad más grande del estado estadounidense de Kansas y sede del condado de Wyandotte, formando parte del "Gobierno Unificado", el cual incluye también a las ciudades de Bonner Springs y Edwardsville. Según estimaciones del censo del año 2000, la población de la ciudad era de 146 867 habitantes. Situada en la confluencia de los ríos Misuri y Kansas, la ciudad está frente a Kansas City, Misuri, y está incluida en el área metropolitana de Kansas City, la cual es una ciudad satélite de la ciudad principal.

## Abreviaciones y apodos
Kansas City, Kansas, se abrevia frecuentemente como "KCK", o únicamente como "KC" (aunque ésta se refiera más frecuente a toda el área metropolitana). También es apodada como El Corazón de Estados Unidos debido a que está dentro de los 400 km de ambos centros geográficos y de población de los Estados Unidos.

## Historia
Data desde mediados del siglo XIX. Kansas City, Kansas (KCK) se fundó en 1868 y se incorporó en octubre de 1872. 
El área metropolitana de Kansas City, se extiende donde confluyen los ríos Kansas y Misuri. Era buen lugar para construir varios asentamientos. Cuando el área fue abierta a la población euro-estadounidense, fue el primer campo de batalla en el conflicto sobre la esclavitud y la secesión sureña que llevó a la guerra civil americana. 
Las primeras elecciones de la ciudad se llevaron a cabo el 22 de octubre de 1872, por orden del Juez Hiram Stevens del décimo distrito judicial, y resultó elegido el alcalde James Boyle. Los alcaldes de la ciudad después de su organización han sido: James Boyle, C. A. Eidemiller, A. S. Orbison, Eli Teed y Samuel McConnell. John Sheehan fue nombrado Marshal en 1875, por el alcalde Eli Teed. Fue también Jefe de Policía, teniendo cinco elementos. En junio de 1880, el Gobernador de Kansas proclamó a la Cd. de Kansas City una ciudad de segunda clase con el alcalde Samuel McConnell presente. James E. Porter fue alcalde en 1910.
En 1997, los votantes aprobaron un Gobierno Unificado para el condado y la ciudad denominado Gobierno Unificado del Condado de Wyandotte.

## Geografía
De acuerdo al oficina del Censo de los Estados Unidos, la ciudad tiene un área total de 331 km², de los cuales 321,8 km² es tierra y 9,2 km² es agua.

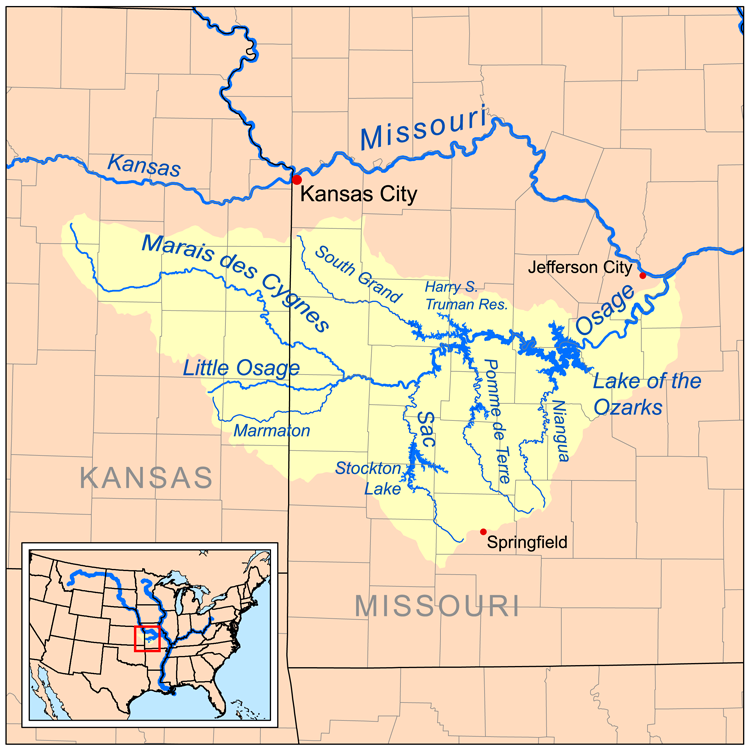
Kansas City en un mapa del río Osage...
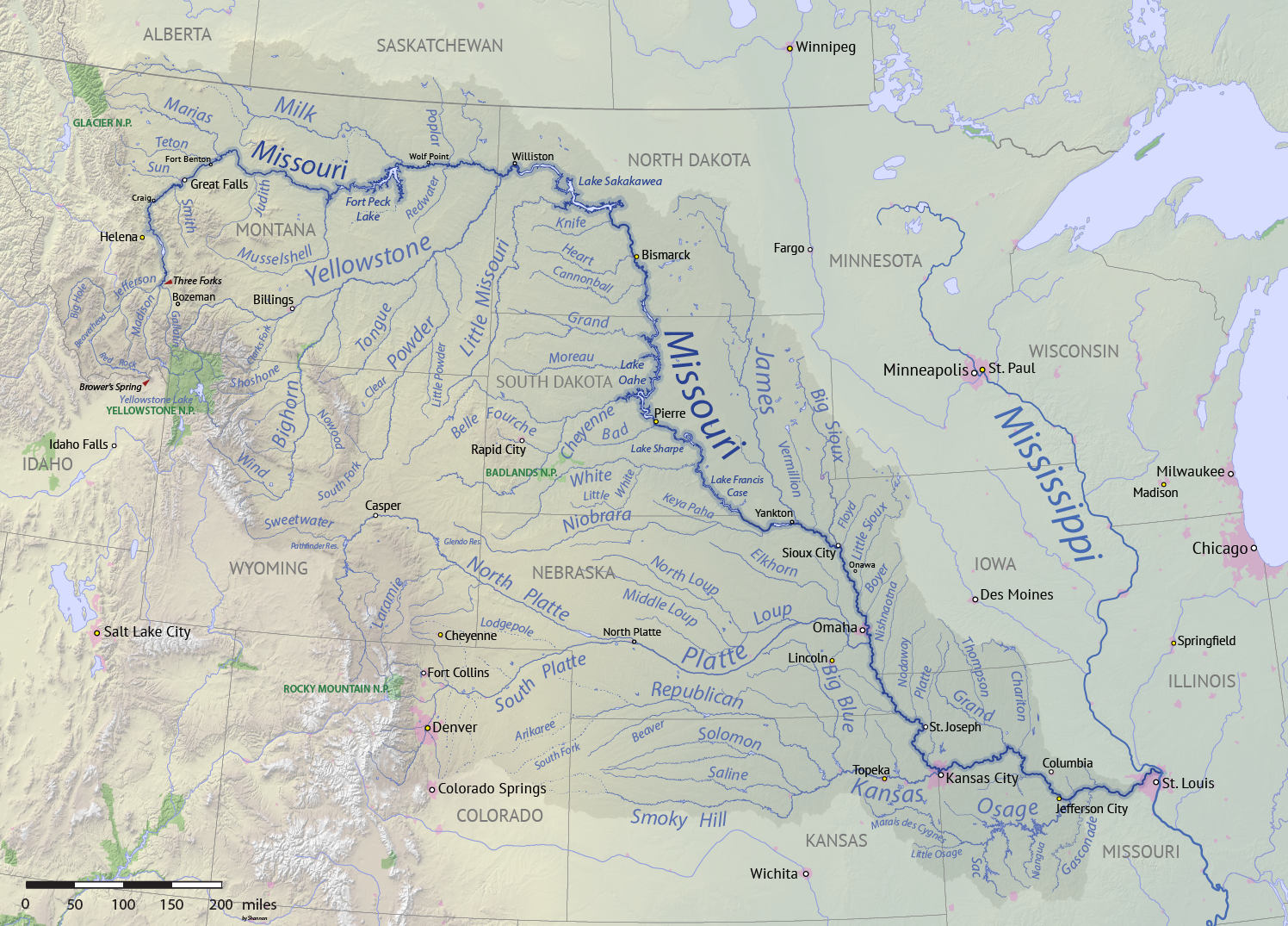
...en un mapa del río Misuri...
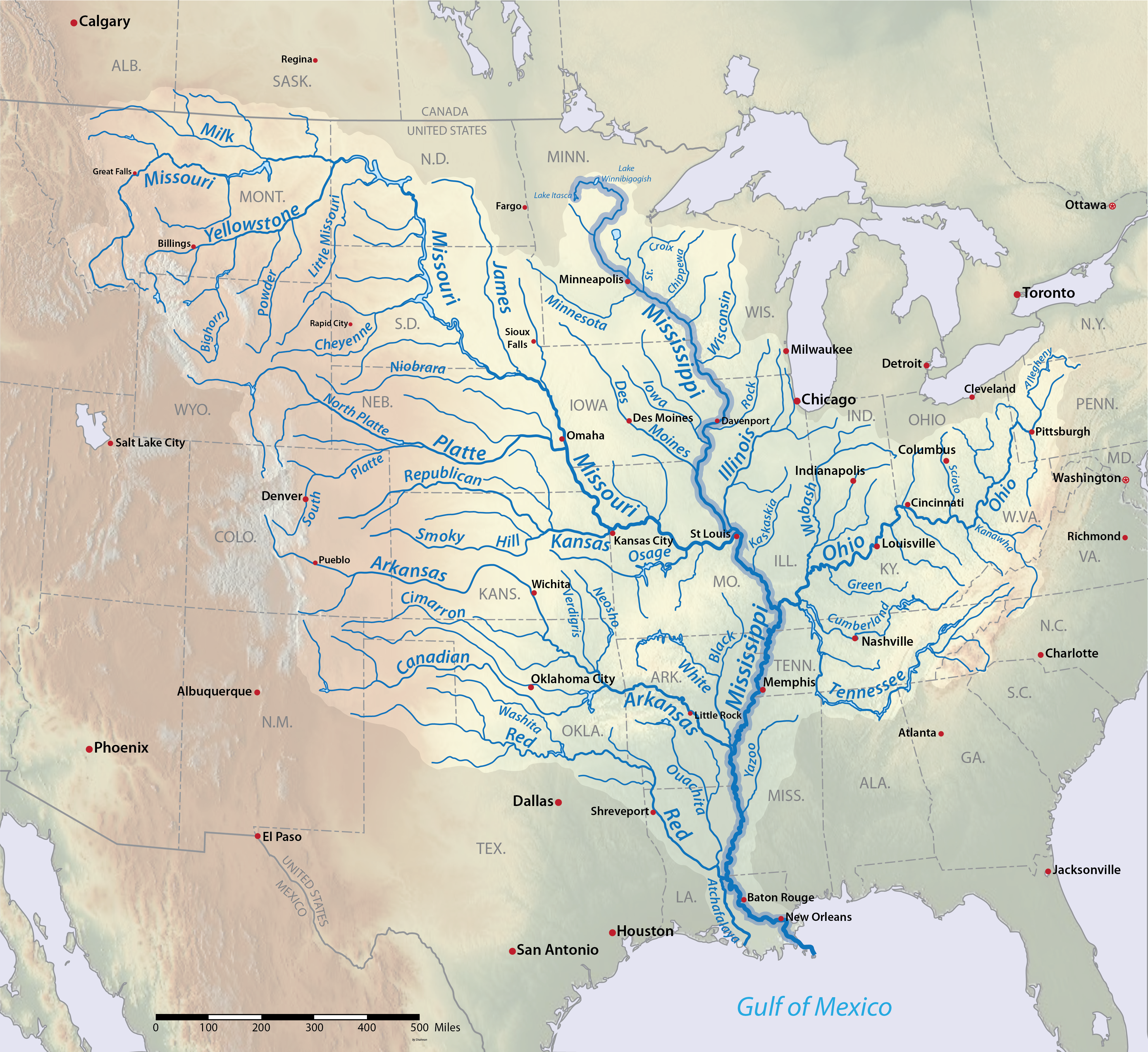
...y en un mapa del Misisipi

### Clima
La ciudad de Kansas City presenta un clima continental húmedo colindante al clima subtropical húmedo.
| Parámetros climáticos promedio de Kansas City, Misuri (1981–2010 normales, extremas 1934–presente) | Parámetros climáticos promedio de Kansas City, Misuri (1981–2010 normales, extremas 1934–presente) | Parámetros climáticos promedio de Kansas City, Misuri (1981–2010 normales, extremas 1934–presente) | Parámetros climáticos promedio de Kansas City, Misuri (1981–2010 normales, extremas 1934–presente) | Parámetros climáticos promedio de Kansas City, Misuri (1981–2010 normales, extremas 1934–presente) | Parámetros climáticos promedio de Kansas City, Misuri (1981–2010 normales, extremas 1934–presente) | Parámetros climáticos promedio de Kansas City, Misuri (1981–2010 normales, extremas 1934–presente) | Parámetros climáticos promedio de Kansas City, Misuri (1981–2010 normales, extremas 1934–presente) | Parámetros climáticos promedio de Kansas City, Misuri (1981–2010 normales, extremas 1934–presente) | Parámetros climáticos promedio de Kansas City, Misuri (1981–2010 normales, extremas 1934–presente) | Parámetros climáticos promedio de Kansas City, Misuri (1981–2010 normales, extremas 1934–presente) | Parámetros climáticos promedio de Kansas City, Misuri (1981–2010 normales, extremas 1934–presente) | Parámetros climáticos promedio de Kansas City, Misuri (1981–2010 normales, extremas 1934–presente) | Parámetros climáticos promedio de Kansas City, Misuri (1981–2010 normales, extremas 1934–presente) |
| Mes                                                                                                | Ene.                                                                                               | Feb.                                                                                               | Mar.                                                                                               | Abr.                                                                                               | May.                                                                                               | Jun.                                                                                               | Jul.                                                                                               | Ago.                                                                                               | Sep.                                                                                               | Oct.                                                                                               | Nov.                                                                                               | Dic.                                                                                               | Anual                                                                                              |
| -------------------------------------------------------------------------------------------------- | -------------------------------------------------------------------------------------------------- | -------------------------------------------------------------------------------------------------- | -------------------------------------------------------------------------------------------------- | -------------------------------------------------------------------------------------------------- | -------------------------------------------------------------------------------------------------- | -------------------------------------------------------------------------------------------------- | -------------------------------------------------------------------------------------------------- | -------------------------------------------------------------------------------------------------- | -------------------------------------------------------------------------------------------------- | -------------------------------------------------------------------------------------------------- | -------------------------------------------------------------------------------------------------- | -------------------------------------------------------------------------------------------------- | -------------------------------------------------------------------------------------------------- |
| Temp. máx. abs. (°C)                                                                               | 24.4                                                                                               | 28.3                                                                                               | 31.7                                                                                               | 34.4                                                                                               | 39.4                                                                                               | 42.2                                                                                               | 44.4                                                                                               | 45                                                                                                 | 42.8                                                                                               | 36.7                                                                                               | 28.3                                                                                               | 23.3                                                                                               | 45                                                                                                 |
| Temp. máx. media (°C)                                                                              | 4.2                                                                                                | 7                                                                                                  | 13.4                                                                                               | 19.3                                                                                               | 24.4                                                                                               | 29.4                                                                                               | 32.3                                                                                               | 31.4                                                                                               | 26.7                                                                                               | 19.9                                                                                               | 12.3                                                                                               | 5.4                                                                                                | 18.8                                                                                               |
| Temp. mín. media (°C)                                                                              | -5.3                                                                                               | -3.2                                                                                               | 2.1                                                                                                | 8.1                                                                                                | 13.9                                                                                               | 19.3                                                                                               | 22.2                                                                                               | 21.2                                                                                               | 15.8                                                                                               | 9.4                                                                                                | 2.6                                                                                                | -3.6                                                                                               | 8.6                                                                                                |
| Temp. mín. abs. (°C)                                                                               | -25.6                                                                                              | -25                                                                                                | -19.4                                                                                              | -8.9                                                                                               | 0                                                                                                  | 6.7                                                                                                | 11.1                                                                                               | 8.9                                                                                                | 1.1                                                                                                | -6.1                                                                                               | -15                                                                                                | -28.3                                                                                              | -28.3                                                                                              |
| Precipitación total (mm)                                                                           | 29                                                                                                 | 37.6                                                                                               | 54.6                                                                                               | 94.2                                                                                               | 130.3                                                                                              | 140.2                                                                                              | 100.8                                                                                              | 111.5                                                                                              | 105.7                                                                                              | 89.4                                                                                               | 54.4                                                                                               | 44.5                                                                                               | 992.1                                                                                              |
| Nevadas (cm)                                                                                       | 10.4                                                                                               | 8.1                                                                                                | 2.3                                                                                                | 0.5                                                                                                | 0                                                                                                  | 0                                                                                                  | 0                                                                                                  | 0                                                                                                  | 0                                                                                                  | 0.8                                                                                                | 0.8                                                                                                | 11.2                                                                                               | 34                                                                                                 |
| Días de precipitaciones (≥ 0.01 in)                                                                | 4.8                                                                                                | 5.3                                                                                                | 7.6                                                                                                | 9.4                                                                                                | 11.0                                                                                               | 10.2                                                                                               | 7.9                                                                                                | 7.5                                                                                                | 8.1                                                                                                | 7.5                                                                                                | 6.1                                                                                                | 5.4                                                                                                | 90.8                                                                                               |
| Días de nevadas (≥ 0.1 in)                                                                         | 2.5                                                                                                | 2.1                                                                                                | 0.6                                                                                                | 0.1                                                                                                | 0                                                                                                  | 0                                                                                                  | 0                                                                                                  | 0                                                                                                  | 0                                                                                                  | 0.1                                                                                                | 0.4                                                                                                | 2.5                                                                                                | 8.3                                                                                                |
| Fuente: NOAA                                                                                       | | | | | | | | | | | | | |

| Parámetros climáticos promedio de Kansas City Int'l, Misuri (1981–2010 normales, extremas 1888–presente) | Parámetros climáticos promedio de Kansas City Int'l, Misuri (1981–2010 normales, extremas 1888–presente) | Parámetros climáticos promedio de Kansas City Int'l, Misuri (1981–2010 normales, extremas 1888–presente) | Parámetros climáticos promedio de Kansas City Int'l, Misuri (1981–2010 normales, extremas 1888–presente) | Parámetros climáticos promedio de Kansas City Int'l, Misuri (1981–2010 normales, extremas 1888–presente) | Parámetros climáticos promedio de Kansas City Int'l, Misuri (1981–2010 normales, extremas 1888–presente) | Parámetros climáticos promedio de Kansas City Int'l, Misuri (1981–2010 normales, extremas 1888–presente) | Parámetros climáticos promedio de Kansas City Int'l, Misuri (1981–2010 normales, extremas 1888–presente) | Parámetros climáticos promedio de Kansas City Int'l, Misuri (1981–2010 normales, extremas 1888–presente) | Parámetros climáticos promedio de Kansas City Int'l, Misuri (1981–2010 normales, extremas 1888–presente) | Parámetros climáticos promedio de Kansas City Int'l, Misuri (1981–2010 normales, extremas 1888–presente) | Parámetros climáticos promedio de Kansas City Int'l, Misuri (1981–2010 normales, extremas 1888–presente) | Parámetros climáticos promedio de Kansas City Int'l, Misuri (1981–2010 normales, extremas 1888–presente) | Parámetros climáticos promedio de Kansas City Int'l, Misuri (1981–2010 normales, extremas 1888–presente) |
| Mes | Ene. | Feb. | Mar. | Abr. | May. | Jun. | Jul. | Ago. | Sep. | Oct. | Nov. | Dic. | Anual |
| --- | --- | --- | --- | --- | --- | --- | --- | --- | --- | --- | --- | --- | --- |
| Temp. máx. abs. (°C)                                                                                     | 23.9 | 28.3 | 32.8 | 35 | 39.4 | 42.2 | 44.4 | 45 | 42.8 | 36.7 | 28.3 | 23.3 | 45 |
| Temp. máx. media (°C)                                                                                    | 3.3 | 6.3 | 12.8 | 18.7 | 23.8 | 28.6 | 31.3 | 30.8 | 26.1 | 19.4 | 11.8 | 4.6 | 18.1 |
| Temp. mín. media (°C)                                                                                    | -6.9 | -4.6 | 0.8 | 6.7 | 12.3 | 17.6 | 20.2 | 19.3 | 14.1 | 7.7 | 1.2 | -5.2 | 6.9 |
| Temp. mín. abs. (°C)                                                                                     | -28.9 | -30 | -23.3 | -11.1 | -2.8 | 5.6 | 10.6 | 6.1 | -0.6 | -8.3 | -17.2 | -30.6 | -30.6 |
| Precipitación total (mm)                                                                                 | 27.2 | 37.1 | 60.2 | 94 | 132.8 | 132.8 | 113 | 98.8 | 117.3 | 80.3 | 54.6 | 38.9 | 987 |
| Nevadas (cm)                                                                                             | 11.7 | 13.7 | 5.1 | 1.5 | 0 | 0 | 0 | 0 | 0 | 0.5 | 3 | 12.2 | 47.8 |
| Días de precipitaciones (≥ 0.01 in)                                                                      | 6.3 | 7.1 | 9.5 | 11.0 | 11.5 | 10.8 | 9.0 | 8.3 | 8.6 | 8.2 | 7.3 | 7.2 | 104.8 |
| Días de nevadas (≥ 0.1 in)                                                                               | 4.0 | 3.5 | 1.6 | 0.5 | 0 | 0 | 0 | 0 | 0 | 0.1 | 1.2 | 3.7 | 14.6 |
| Horas de sol                                                                                             | 183.7 | 174.3 | 223.9 | 257.8 | 285.0 | 305.5 | 329.3 | 293.9 | 240.5 | 213.6 | 155.3 | 147.1 | 2809.9                                                                                                   |
| Humedad relativa (%)                                                                                     | 68.8 | 69.6 | 66.7 | 62.9 | 68.0 | 69.2 | 67.4 | 70.0 | 70.4 | 67.1 | 69.7 | 71.0 | 68.4 |
| Fuente: NOAA (relative humidity and sun 1961–1990)                                                       | | | | | | | | | | | | | |

### Organización de la ciudad
Kansas City, Kansas, está organizada en un sistema de vecindarios, algunos con relatos como ciudades independientes o sitios de grandes eventos.

#### Barrios
- Centro de Kansas City, Kansas
- Argentine, 1.ª ubicación de la fundación de plata para la cual fue nombrado.
- Armourdale, formalmente una ciudad, consolidada a la Cd de Kansas en 1886.
- Armstrong, un pueblo absorbido por Wyandotte.
- Bethel
- Beverly Hills
- Fairfax Distrito, un área industrial a lo largo de río Misuri.
- Muncie
- Maywood
- Nearman
- Piper, en donde se encuentran el Autódromo de Kansas y el Legends Shopping Centre.
- Pomeroy
- Rosedale
- Stoney Point
- Turner, comunidad a lo largo de la frontera del Condado Wyandotte-Johnson desde el Río Kansas norte-sur, y hasta I-635 a I-435 este-oeste.
- Vinewood
- Wolcott
- Welborn

#### Parques y Jardines
- Parque de la Ciudad
- Parque del Condado de Wyandotte
- Parque del Lago del Condado de Wyandotte

## Demografía
Conforme al Censo de 2010, había 145 786 habitantes, 53 925 viviendas y 35 112 familias residiendo en la ciudad. La densidad de población fue de 1168.1 habitantes por milla cuadrada (451.0/km²).
La composición racial de la ciudad en el 2010 es la siguiente:
Blancos: 52.2 %
Negros o Afroamericanos: 26.8 %
Nativos americanos: 0.8 %
Asiáticos: 2.7 %
Habitantes de las islas del Pacífico: 0.1 %
Otras razas: 13.6 %
Dos o más razas: 3.8 %
Hispanos o latinos (de cualquier raza): 27.8 %
Blancos no hispanos: 40.2 %

## Economía
En la ciudad se encuentra la planta Fairfac de GM, en la cual se fabrican los automóviles Chevrolet Malibú, Chevrolet Malibu Maxx y Saturn Aura.

### Ciudades
Otras ciudades en WyCo incluye:
- Bonner Springs
- Edwardsville

### Condados
Kansas City, Kansas, los condados vecinos en el estado de Kansas son:
- Condado de Johnson (Kansas)
- Condado de Leavenworth (Kansas)

Kansas City, Kansas, los condados vecinos en el estado de Misuri son:
- Condado de Clay (Misuri)
- Condado de Jackson (Misuri)
- Condado de Platte (Misuri)

## Educación

### Escuelas e institutos
Escuelas de Kansas City/Condado Wyandotte y escuelas distritales.

#### Postsecundaria
- Kansas City Kansas Community College
- Donnelly College

#### Sistema escolar
- Escuelas Públicas de Kansas City, Kansas
- Piper Unified School District
- Turner Unified School District # 202
- Archdiocese of Kansas City in Kansas Catholic Schools

#### Educación secundaria
- Bishop Ward High School, Kansas City
- Fairfax Learning Center, Kansas City
- J. C. Harmon High School, Kansas City
- Piper High School, Kansas City
- F. L. Schlagle High School, Kansas City
- Kansas State School for the Blind (KSSB), Kansas City
- Sumner Academy of Arts & Science, Kansas City
- Turner High School, Kansas City (Turner, Kansas)
- Washington High School, Kansas City
- Wyandotte High School, Kansas City

### Bibliotecas públicas
La biblioteca pública de Kansas City, Kansas (Kansas City, Kansas Public Library, KCKPL) gestiona bibliotecas públicas.

## Nativos famosos
- Charlie Parker (1920-1955), músico de jazz.
- Eladio Carrión (1994- ), cantante de trap latino.

## Ciudades hermanas
Kansas City tiene cuatro ciudades hermanas, que fueron designadas por Sister Cities International, Inc. (SCI):
- Linz, Austria
- Karlovac, Croacia
- Uruapan, Michoacán, México
- Cd. Lázaro Cárdenas, Michoacán, México
- Sevilla, España

### Públicos
- KCK Bibliotecas Públicas
- KCK Escuelas Públicas
- KCK Departamento de Policía
- Wyandotte County/KCK Gobierno Unificado

### Entretenimiento
- KCK Guía de Visitantes
- KCK Autódromo
- KCK Equipo de Béisbol T-Bones
- KCK Festival Renacentista
- KCTV5 Televisión
- Encuentra vida nocturna, eventos y fotos
- Lee blogs acerca de KC Archivado el 18 de noviembre de 2005 en Wayback Machine.
- Carreras de caballos y galgos Archivado el 17 de julio de 2007 en Wayback Machine.
- Lecciones de entrenamiento de caballos y monturas

### Otros
- The Winding Valley and The Craggy Hillside : A History of the City of Rosedale, Kansas by Margaret Landis.
- Blue Skyways (skyways.lib.ks.us) > Kansas > Counties > Wyandotte
- Unified Govt. of Wyandotte County and Kansas City, KS, naco.org
- Wyandot Nation of Kansas
- "Kansas City Magazine". ABARTA Media Group.
- KC Search Engine -Busque cientos de sitios del área de Kansas City

- Historia rápida de Kansas City, Gobierno Municipal de Kansas (enlace roto disponible en Internet Archive; véase el historial, la primera versión y la última).

- Datos: Q486472
- Multimedia: Kansas City, Kansas / Q486472